# Seven Knights
Seven Knights è un videogioco di ruolo sviluppato dalla Netmarble, pubblicato nel 2014 per Android e iOS, la cui uscita è stata successivamente annunciata per Nintendo Switch nel 2020.